# Giulio Molinari
Giulio Molinari (Novara, 25 aprile 1988) è un triatleta italiano, campione europeo di triathlon sulla media distanza negli anni 2014, 2016, 2018 e campione italiano di triathlon sulla media distanza negli anni 2014, 2016, 2017 e 2020, vice Campione nazionale di triathlon olimpico nel 2020.

## Biografia
Atleta di rilevanza nazionale ed internazionale, in forza al Centro Sportivo dei Carabinieri, si classifica 32º ai mondiali di Losanna e 8° agli europei di Autumn nella categoria ‘’junior’’.
Nello stesso anno si classifica al 2º posto nella gara di Coppa Europa di Tiszaújváros, alle spalle del connazionale Alessandro Fabian e 4° a Fiume.
L’anno successivo è 7° ai mondiali di Amburgo e 7° agli europei di Copenaghen, sempre nella categoria ‘’junior’’.
Nel 2009 si classifica 22º ai mondiali di Gold Coast e 5° agli europei di Tarzo Revine nella categoria ‘’Under 23’’. Partecipa agli europei élite di Holten, classificandosi al 39º posto.
L’anno successivo si classifica al 39º posto ai mondiali di Budapest sempre nella categoria ‘’Under 23’’.
Nel 2011 non va oltre il 20° ai mondiali di Pechino nella categoria ‘’Under 23’’.
Nel 2014 si laurea campione continentale di triathlon middle distance agli europei di Paguera, davanti al portoghese Bruno Pais e allo spagnolo Gustavo Rodriguez Iglesias.
Nello stesso anno si laurea anche campione italiano di triathlon middle distance ai campionati di Barberino del Mugello, davanti a Massimo Cigana e ad Alberto Alessandroni.
L’anno successivo è vice campione europeo nella distanza media, alle spalle del ceco Filip Ospalý, ai Campionati europei di Rimini.
Sfiora invece il podio, piazzandosi 4º, a 6 secondi dal 3º classificato (Luca Facchinetti), ai Campionati italiani di triathlon del 2015, che si sono svolti a Farra d'Alpago, in Veneto.
Nel 2016 bissa nella distanza media sia l’oro continentale, vincendo gli europei di Walchsee davanti al tedesco Florian Angert e all’austriaco Thomas Steger, sia l’oro nazionale, vincendo i campionati di Lovere davanti a Federico Gregorio Incardona ed Alberto Alessandroni.
L’anno successivo si laurea per la terza volta campione italiano di triathlon sulla media distanza, nella competizione di Lovere.
Partecipa per la prima volta all'Ironman Hawaii, classificandosi 29º assoluto con un tempo di 8h46’:38”.
Vince l'Ironman 70.3 Staffordshire davanti al francese Romain Guillaume e al britannico Elliot Smales.
Nel 2018 si laurea per la terza volta campione continentale di triathlon middle distance agli europei di Ibiza, davanti al danese Miki Taaghol e all’iberico Albert Moreno Molins.
Nello stesso anno registra il record italiano all'Ironman Hawaii, classificandosi 20º assoluto con un tempo di 8h21’52”, e arriva 3º assoluto all'Ironman Copenhagen.
Partecipa e ottiene due importanti podi anche all'Ironman 70.3 di Nizza, alle spalle dello statunitense Rodolphe Von Berg e del belga Frederik Van Lierde, e all'Ironman 70.3 St. Polten, dietro all'austriaco Michael Weiss e all'elvetico Ruedi Wild.
Nal 2019 fa podio - arrivando 3º assoluto - all'Ironman Emilia Romagna, alle spalle dell'australiano Cameron Wurf e dello sloveno Jaroslav Kovacic.
Nel 2020 è nuovamente campione italiano di triathlon sulla media distanza vincendo per la quarta volta la rassegna nazionale.
Si laurea vice campione nazionale di triathlon, sulla distanza olimpica, nella gara valida per i campionati italiani di San Benedetto del Tronto, alle spalle dell'azzurro Delian Stateff e davanti a Nicolò Strada.

## Titoli
- Campione europeo di triathlon middle distance - 2014, 2016, 2018[15]
- Campione nazionale di triathlon middle distance - 2014, 2016, 2017, 2020
- Vice Campione europeo di triathlon middle distance - 2015
- Vice Campione nazionale di triathlon - 2020
- Ironman 70.3
  - Staffordshire - 2017[16]
- Xtreme Triathlon
  - ICON Livigno - 2019